# Aciopea
× Aciopea, es un híbrido intergenérico entre los géneros de orquídeas Acineta × Stanhopea. Fue publicado en Orchid Rev.  Suppl. 113(1262): 21 (2005).